# Anonychomyrma murina
Anonychomyrma murina is een mierensoort uit de onderfamilie van de Dolichoderinae. De wetenschappelijke naam van de soort is voor het eerst geldig gepubliceerd in 1911 door Emery.